# Maria Catharina Buri
Maria Catharina Buri (* 15. Mai 1600 in Solothurn; heimatberechtigt ebenda; † 26. Juli 1664 in Wattwil) war Frau Mutter der Kapuzinerinnen im Kloster St. Maria der Engel in Wattwil.

## Leben
Maria Catharina Buri war Tochter des Ratsherrn und Gastwirts zur «Gilgen» Urs Buri und der Katharina Rohrmann. Ihr Bruder Konrad war Chorherr zu St. Ursen, ihr Bruder Jakob starb 1633 als Administrator des Klosters Beinwil und ihr Bruder Peter war Grossrat sowie Vogt im Maggiatal. Sie wurde 1615 im Kapuzinerinnenkloster Wattwil eingekleidet und legte im folgenden Jahr ihre Profess ab. Von 1625 bis 1626 wirkte Buri als Reformatorin des Dominikanerinnenklosters St. Katharina in Wil. Zuletzt war sie von 1633 bis 1663 Frau Mutter im Kloster St. Maria der Engel.
Jodokus Metzler, fürstäbtischer Statthalter in Wil, verfasste zu ihren Lebzeiten die Vita Mariae Catharinae Senensis de Jesu Maria, die Buris Tätigkeit bis 1632 beschreibt. Er unterhielt auch einen Briefwechsel mit ihr. Von Buri selbst sind 77 Briefe erhalten geblieben.

## Belege
1. 1 2  Christian Schweizer: Maria Catharina Buri. In: Historisches Lexikon der Schweiz.  20. Januar 2020.
2. 1 2   Helvetia Sacra, Band V/2, S. 1974, 1098–1099.

| Personendaten    | Personendaten                                      |
| ---------------- | -------------------------------------------------- |
| NAME             | Buri, Maria Catharina                              |
| ALTERNATIVNAMEN  | Buri, Maria Magdalena (Geburtsname)                |
| KURZBESCHREIBUNG | Oberin der Kapuzinerinnen                          |
| GEBURTSDATUM     | 15. Mai 1600                                       |
| GEBURTSORT       | Solothurn, Alte Eidgenossenschaft                  |
| STERBEDATUM      | 26. Juli 1664                                      |
| STERBEORT        | Kloster St. Maria der Engel, Fürstabtei St. Gallen |